# آنول سربزرگ
آنول سربزرگ (نام علمی: Audantia cybotes) نام یک گونه از سرده آنول است.